# Triodia compacta
Triodia compacta är en gräsart som först beskrevs av Nancy Tyson Burbidge, och fick sitt nu gällande namn av Surrey Wilfrid Laurance Jacobs. Triodia compacta ingår i släktet Triodia och familjen gräs. Inga underarter finns listade i Catalogue of Life.